# Neue Deutsche Härte
Neue Deutsche Härte (Ny tysk hårdhed), fork. NDH, er en stilart af rockmusikken. Teksterne til musikken er overvejende tyske, og de musikalske indflydelser er mangfoldige. Standardbesætningen af et NDH-band er typisk (dyb) sang, el-guitar, el-bas, tromme og keyboard.

## Oprindelse
NDH udviklede sig i løbet af 90´erne. I oprindelsesfasen var der blandt andet paralleller til den tyske crossover-genre (Oomph!, Die Krupps), industrial rock (Nine Inch Nails, Marilyn Manson) og rene industrial metal-grupper (Ministry, Godflesh). Dog regnes Oomph! for pionerer indenfor NDH. Deres musik orienterede sig i begyndelse efter musikprojekter som Deutsch-Amerikanische-Freundschaft, Nitzer Ebb og Laibach, som hovedsageligt stammer fra elektronik- og industrial-miljøet. Allerede på deres andet album, Sperm, fra 1994 udviklede Oomph! en rytmebetonet blanding af elektronisk og hård rockmusik, som bl.a. blev inspirationskilde for bands som Rammstein, som klarede at blive det første kommercielle gennembrud for NDH både i Tyskland og i udlandet.

## Kendetegn
Udslagsgivende er ofte klare musikalske mønstre af tunge guitarriffs og trommer, som holdes gennem en hel sang. Fra hard rock og heavy metal er de typiske karakteristika – som f.eks. hårdheden – overtaget gennem forstærkede og forvrængede guitarer. Elektroniske effekter har også en indflydelse, specielt i form af keyboards.

## Udbredelse
I begyndelsen var NDH kun populær i undergrundsmiljøet i den tyske rockscene, men i de senere år har den også nydt en stigende succes i specielt Tyskland og USA, hvorfor man er begyndt at tale om, at genren er blevet mainstream.

## Kunstnere indenfor genren
- ASP
- Atrocity
- Dementi
- Der Bote
- die!
- Die Allergie
- Die Apokalyptischen Reiter
- Eisbrecher
- Fanoe
- Farmer Boys
- Fleischmann
- Hanzel Und Gretyl
- Hämatom
- Heldmaschine
- In Extremo
- Janus
- Joachim Witt
- L'Âme Immortelle
- Leichenwetter
- Letzte Instanz
- Maerzfeld
- Mina Harker
- Megaherz
- Metallspürhunde
- Nachtmahr
- Niederschlag
- Oomph!
- Omega Lithium
- Ost+Front
- Persephone
- Project Silence
- Rammstein
- Reiter
- Richthofen
- Riefenstahl
- Rinderwahnsinn
- Ruoska
- Samsas Traum
- Schwarzer Engel
- Seelenzorn
- Siechtum
- Silber
- Stahlmann
- Staubkind
- Straftanz
- Schwanensee
- Schweisser
- Sonnengott
- Stahlhammer
- Stendal Blast
- Tanzwut
- Terminal Choice
- Teufelskreis
- Treibhaus
- Umbra et Imago
- Unheilig
- Weisses Blut
- Weto
- Weissglut, i mellemtiden Silber